# Sveinane
Ne doit pas être confondu avec Sveinane (Bømlo).
Sveinane est une île norvégienne du comté de Hordaland appartenant administrativement à Austevoll.

## Description
Il s'agit de deux ilots désertiques à fleur d'eau qui s'étendent sur environ 107 m de longueur pour une largeur approximative de 38 m.